# Ray Harryhausen
Ray Harryhausen, właśc. Raymond Frederick Harryhausen (ur. 29 czerwca 1920 w Los Angeles, zm. 7 maja 2013 w Londynie) – amerykański twórca efektów specjalnych oraz animacji poklatkowej, a także producent filmowy i aktor.

## Filmografia
Aktor
- 1957: 20 milionów mil do Ziemi jako mężczyzna karmiący słonia
- 1994: Gliniarz z Beverly Hills III jako stały klient baru
- 2010: Burke i Hare jako Wybitny doktor

Producent
- 1958: Siódma podróż Sindbada
- 1969: The Valley of Gwangi
- 1977: Sindbad i oko tygrysa
- 2007: Studnia i wahadło
- 2013: War Eagles

## Wyróżnienia
Posiada swoją gwiazdę na Hollywoodzkiej Alei Gwiazd.